# Gevey
Gevey (persiska: گوی) är en ort i Iran.   Den ligger i provinsen Khorasan, i den nordöstra delen av landet, 800 km öster om huvudstaden Teheran. Gevey ligger 1 361 meter över havet och antalet invånare är 604.
Terrängen runt Gevey är varierad, och sluttar österut. Runt Gevey är det ganska glesbefolkat, med 30 invånare per kvadratkilometer. Gevey är det största samhället i trakten. Omgivningarna runt Gevey är i huvudsak ett öppet busklandskap.